# Награда Ти Ви и Новелас за най-добър сценарий или адаптация
Награда Ти Ви и Новелас за най-добър сценарий или адаптация (на испански: Premio TVyNovelas al mejor guion o adaptación) е награда за най-добър сценарист на теленовела, продуцирана от компания Телевиса, и категория от ежегодната мексиканска церемония Ти Ви и Новелас на същата компания. За наградата се номинира писател/сценарист или екип от сценаристи за най-добро либрето или най-добра оригинална история, най-добър сценарий или най-добра адаптация. Адаптацията на сценария се базира на литературно произведение (роман, пиеса, разказ и др.) или на друга теленовела.
Първата награда в тази категория е връчена на Мария Саратини по време на Четвъртата церемония на Наградите Ти Ви и Новелас през 1986 г.

## Статистика за категорията
- Писател(ка) или сценарист(ка) с най-много награди:
  - Мария Саратини с 5 награди
  - Рене Муньос, Куаутемок Бланко, Мария дел Кармен Пеня и Химена Суарес с 3 награди
  - Лиляна Абуд, Ерик Вон, Кари Фахер, Марта Карийо, Кристина Гарсия и Леонардо Бечини с 2 награди
- Сценарист, спечелил във всичките си номинации:
  - Леонардо Бечини и Кари Фахер с 2 награди
- Писател(ка) или сценарист(ка) с номинации, без да печели в категорията:
  - Педро Армандо Родригес с 4 номинации
  - Пабло Ферер, Марта Хурадо и Лусеро Суарес с 3 номинации
  - Карлос Ромеро, Тере Медина, Жанели Е. Лий, Хосе Алберто Кастро, Ванеса Варела и Фернандо Гарсилита с 2 номинации
- Най-млад победител: Мария Саратини и Ерик Вон, 31-годишна възраст
- Най-млад номиниран: Мария Саратини, 31-годишна възраст
- Най-възрастен победител: Йоланда Варгас Дулче, 70-годишна възраст
- Най-възрастен номиниран: Делия Фиайо, 85-годишна възраст
- Сценарист, спечелил в кратък период:
  - Леонардо Бечини за Кандидатката (2017) и Поддавам се на изкушението (2018) в 2 последователни години
- Сценарист, спечелил в най-голям период:
  - Лиляна Абуд за Любов в мълчание (1989) и Прегърни ме много силно (2001) с 12 години разлика
- Писатели или сценаристи, които печелят награда за една и съща история:
  - Мария Саратини (С чиста кръв, 1986); Марта Карийо, Кристина Гарсия и Денис Пфейфер (Смела любов, 2013). Оригинална история от Мария Саратини
  - Мария Саратини (Истинска любов, 2004); Хуан Карлос Алкала, Роса Саласар и Фермин Сунига (Това, което животът ми открадна, 2015). Оригинална история от Каридад Браво Адамс
  - Лиляна Абуд и Ерик Вон (Любов в мълчание, 1989); Марта Карийо и Кристина Гарсия (Не ме оставяй, 2016). Оригинална история от Лиляна Абуд и Ерик Вон
- Сценаристи, които печелят награда за една номинация:
  - Флоринда Меса (Чудо и магия, 1992)
  - Лариса Андраде, Фернанда Абрего, Таня Тинахеро и Сария Абреу (Узурпаторката, 2020)
- Чуждестранни писатели/сценаристи, които печелят:
  - Мария Саратини (Италия)
  - Рене Муньос (Куба)
  - Ерик Вон (Гватемала)
  - Фернандо Гайтан (Колумбия)
  - Адриан Суар (Аржентина)
- Писатели/сценаристи, които са номинирани за създаването на една и съща история в две последователни години:
  - Пабло Ферер и Марта Хурадо (Съпругът ми има семейство (2018) и Съпругът ми има по-голямо семейство (2019))
  - Хосе Алберто Кастро, Ванеса Варела и Фернандо Гарсилита (Да обичам без закон (2019, 2020))

## Отличени
Списъкът съдържа информация за номинираните и победителите, групирани по церемония (година) и десетилетие. Таблиците включват имената на писателите и/или сценаристите и заглавията на теленовелите, за които е получена номинацията.
Победителите за всяка година са посочени първи в списъка на златен фон. 

### 2020-те
| Година               | Теленовела                                                                                               | Победители и номинирани |
| -------------------- | --- | ----------------------- |
| 2020 38-а церемония  | |                         |
| Узурпаторката        | Лариса Андраде, Фернандо Абрего, Таня Тинахеро и Сария Абреу                                             |                         |
| Среща на сляпо       | Андрес Бургос                                                                                            |                         |
| Да обичам без закон  | Хосе Алберто Кастро, Ванеса Варела и Фернандо Гарсилита                                                  |                         |
| Ринго                | Лусеро Суарес, Кармен Сепулведа, Луис Рейносо и Майкел Родригес                                          |                         |
| Да преодолееш страха | Педро Армандо Родригес, Клаудия Веласко, Умберто Роблес, Алехандра Ромеро, Херардо Перес и Густаво Брако |                         |

### 2010-те
| Година                              | Теленовела                                                                           | Победители и номинирани |
| ----------------------------------- | ------------------------------------------------------------------------------------ | ----------------------- |
| 2019 37-ма церемония                |                                                                                      |                         |
| Любов до смърт                      | Леонардо Падрон                                                                      |                         |
| Дъщери на Луната                    | Алехандро Поленс и Палмира Олгин                                                     |                         |
| Да обичам без закон                 | Моника Агудело, Хосе Алберто Кастро, Ванеса Варела и Фернандо Гарсилита              |                         |
| Лайк                                | Мария Сервантес Балмори                                                              |                         |
| Съпругът ми има по-голямо семейство | Пабло Ферер, Сантяго Пинеда и Марта Хурадо                                           |                         |
| 2018 36-а церемония                 |                                                                                      |                         |
| Поддавам се на изкушението          | Леонардо Бечини                                                                      |                         |
| Влюбвам се в Рамон                  | Лусеро Суарес, Кармен Сепулведа, Едуин Валенсия и Луис Рейносо                       |                         |
| Двойният живот на Естела Карийо     | Клаудия Веласко и Педро Армандо Родригес                                             |                         |
| Признавам се за виновна             | Хуан Карлос Алкала, Роса Саласар и Фермин Сунига                                     |                         |
| Съпругът ми има семейство           | Ектор Фореро, Пабло Ферер и Марта Хурадо                                             |                         |
| 2017 35-а церемония                 |                                                                                      |                         |
| Кандидатката                        | Леонардо Бечини                                                                      |                         |
| Хотелът на тайните                  | Мария Рене Пруденсио                                                                 |                         |
| Без следа от теб                    | Карлос Кинтания и Адриана Пелуси                                                     |                         |
| Път към съдбата                     | Мария Антониета Гутиерес                                                             |                         |
| Дойде любовта                       | Жанели Е. Лий                                                                        |                         |
| 2016 34-та церемония                |                                                                                      |                         |
| Не ме оставяй                       | Марта Карийо и Кристина Гарсия                                                       |                         |
| По-скоро мъртва, отколкото Личита   | Педро Армандо Родригес, Алехандра Ромеро, Умберто Роблес и Ектор Валдес              |                         |
| Сянката на миналото                 | Карлос Даниел Гонсалес, Антонио Абаскал и Данте Ернандес                             |                         |
| Съседката                           | Едуин Валенсия, Лусеро Суарес, Кармен Сепулведа и Луис Рейносо                       |                         |
| Италианската булка                  | Мария Сервантес Балмори, Луис Мариани, Марио Иван Санчес, Мариана Палос и Росио Лара |                         |
| 2015 33-та церемония                |                                                                                      |                         |
| Това, което животът ми открадна     | Хуан Карлос Алкала, Роса Саласар и Фермин Сунига                                     |                         |
| Цветът на страстта                  | Хосе Куаутемок Бланко и Мария дел Кармен Пеня                                        |                         |
| Моето сърце е твое                  | Марсия дел Рио, Алехандро Поленс и Пабло Ферер                                       |                         |
| Не вярвам на мъжете                 | Аида Гуахардо и Фелипе Ортис                                                         |                         |
| 2014 32-ра церемония                |                                                                                      |                         |
| Истинската любов                    | Кари Фахер, Химена Суарес, Херардо Луна и Хулиан Агилар                              |                         |
| Необуздано сърце                    | Карлос Ромеро и Тере Медина                                                          |                         |
| Да лъжеш, за да живееш              | Мария Саратини и Клаудия Веласко                                                     |                         |
| 2013 31-ва церемония                |                                                                                      |                         |
| Смела любов                         | Марта Карийо, Кристина Гарсия и Денис Пфейфер                                        |                         |
| Бездната на страстта                | Хуан Карлос Алкала, Роса Саласар и Фермин Сунига                                     |                         |
| Заради нея съм Ева                  | Педро Армандо Родригес, Алехандра Ромеро и Умберто Роблес                            |                         |
| 2012 30-а церемония                 |                                                                                      |                         |
| Силата на съдбата                   | Мария Саратини и Клаудия Веласко                                                     |                         |
| Два дома                            | Емилио Лароса, Рикардо Барона и Саул Перес Сантана                                   |                         |
| Лишена от любов                     | Химена Суарес, Хулиан Агилар и Жанели Лий                                            |                         |
| 2010 28-a церемония                 |                                                                                      |                         |
| Моят грях                           | Хосе Куаутемок Бланко, Мария дел Кармен Пеня и Виктор Мануел Медина                  |                         |
| В името на любовта                  | Кристина Гарсия и Марта Карийо                                                       |                         |
| Докато парите ни разделят           | Фернандо Гайтан и Емилио Лароса                                                      |                         |

### 2000-те
| Година                    | Теленовела                                        | Победители и номинирани |
| ------------------------- | ------------------------------------------------- | ----------------------- |
| 2009 27-а церемония       |                                                   |                         |
| Душа от желязо            | Адриан Суар, Аида Гуахардо и Химена Суарес        |                         |
| Внимавай с ангела         | Делия Фиайо, Карлос Ромеро и Тере Медина          |                         |
| Огън в кръвта             | Лиляна Абуд и Рикардо Фиайега                     |                         |
| 2008 26-а церемония       |                                                   |                         |
| Дестилирана любов         | Фернандо Гайтан, Кари Фахер и Херардо Луна        |                         |
| Изпепеляваща страст       | Мария Саратини                                    |                         |
| Аз обичам неустоимия Хуан | Габриела Ортигоса, Антонио Абаскал и Мигел Вайехо |                         |
| 2005 23-та церемония      |                                                   |                         |
| Руби                      | Химена Суарес и Вирхиния Кинтана                  |                         |
| 2004 22-ра церемония      |                                                   |                         |
| Истинска любов            | Мария Саратини                                    |                         |
| 2001 19-а церемония       |                                                   |                         |
| Прегърни ме много силно   | Лиляна Абуд                                       |                         |
| 2000 18-а церемония       |                                                   |                         |
| Лабиринти на страстта     | Хосе Куаутемок Бланко и Мария дел Кармен Пеня     |                         |

### 1990-те
| Година               | Теленовела                                    | Победители и номинирани |
| -------------------- | --------------------------------------------- | ----------------------- |
| 1999 17-а церемония  |                                               |                         |
| Лъжата               | Нора Алеман                                   |                         |
| 1998 16-а церемония  |                                               |                         |
| Малко село, голям ад | Хавиер Руан                                   |                         |
| Мария Исабел         | Йоланда Варгас Дулче                          |                         |
| Все още те обичам    | Рене Муньос                                   |                         |
| 1997 15-а церемония  |                                               |                         |
| Плантация на страсти | Хосе Куаутемок Бланко и Мария дел Кармен Пеня |                         |
| 1996 14-а церемония  |                                               |                         |
| Алондра              | Йоланда Варгас Дулче                          |                         |
| 1995 13-а церемония  |                                               |                         |
| Полетът на орела     | Енрике Краус и Фаусто Серон Медина            |                         |
| 1994 12-а церемония  |                                               |                         |
| Диво сърце           | Мария Саратини                                |                         |
| 1993 11-а церемония  |                                               |                         |
| С лице към Слънцето  | Рене Муньос                                   |                         |
| 1992 10-а церемония  |                                               |                         |
| Чудо и магия         | Флоринда Меса                                 |                         |
| 1991 9-а церемония   |                                               |                         |
| Съдба                | Мария Саратини                                |                         |
| 1990 8-а церемония   |                                               |                         |
| Моята втора майка    | Ерик Вон                                      |                         |

### 1980-те
| Година              | Теленовела                  | Победители и номинирани |
| ------------------- | --------------------------- | ----------------------- |
| 1989 7-а церемония  |                             |                         |
| Любов в мълчание    | Лиляна Абуд и Ерик Вон      |                         |
| 1988 6-а церемония  |                             |                         |
| Петнадесетгодишна   | Рене Муньос                 |                         |
| 1987 5-а церемония  |                             |                         |
| Свърталище на вълци | Карлос Олмос                |                         |
| Белези на душата    | Лиляна Абуд                 |                         |
| Тайният път         | Хосе Рендон и Емилио Лароса |                         |
| Слава и ад          | Антонио Монсел              |                         |
| 1986 4-та церемония |                             |                         |
| С чиста кръв        | Мария Саратини              |                         |
| Ти или никоя        | Мария Саратини              |                         |
| Анхелика            | Мариса Гаридо               |                         |
| Да живееш по малко  | Паулино де Оливейра         |                         |
| Хуана Ирис          | Рикардо Рентерия            |                         |